# Juleaften
Juleaften er aftenen eller hele dagen den 24. december. Denne dag er højdepunktet for juletiden, hvor man blandt andet også fejrer fødslen af Jesus af Nazareth. Juleaften fejres over det meste af verden, hvor den også ofte er en hel eller halv helligdag. Sammen med 1. juledag er dagen anset som en af de kulturelt mest signifikante fejringer i kristendommen og det vestlige samfund. Ofte vil der blive serveret en julemiddag.
Julefejringer i trosretningerne i vestlig kristendom har længe begyndt på aftenen den 24., dels fordi den kristne liturgiske dag starter ved solnedgang, noget der er arvet fra jødisk tradition og baseret på skabelsesberetningen i 1. mosebog: "Og der var aften, og der var morgen - den første dag." Mange kirker ringer stadig med kirkeklokkerne og har bønner om aftenen; eksempelvis i de nordiske luteranske kirker. Eftersom traditionen siger at Jesus blev født om natten, holdes midnatsmesse juleaften, traditionelt til midnat, for at ære hans fødsel. Ideen med at Jesus blev født om natten ses i det faktum at juleaften refereres til som Heilige Nacht (Hellige nat) på tysk, Nochebuena (den gode nat) på spansk og ligeså i andre udgaver af julespiritualitet, såsom i sangen "Silent Night, Holy Night".
Mange andre forskellige kulturelle traditioner og oplevelser er også associeret med juleaften over hele kloden, herunder at samles med familien og venner, at synge julesalmer eller -sange, at tænde og nyde julelys, træer og andre dekorationer, indpakningen, udveksling og åbning af gaver og general forberedelse til juleaften og 1. juledag. Legendariske julegavebringere såsom julemanden, Fader Jul og Sankt Nikolaus, siges også at tage afsted på deres årlige rejse for at give gaver til børnene over hele kloden juleaften, selvom man indtil protestantismens introduktion af Christkind i det 16. århundredes Europa, sagde af disse personen leverede gaverne på Sankt Nikolaus' dag, den 6. december.